# ارزان (آيت حمزة)
ارزان هو دُوَّار يقع بجماعة بين الويدان، إقليم أزيلال، جهة بني ملال خنيفرة في المملكة المغربية. ينتمي الدوّار لمشيخة آيت حمزة التي تضم 6 دواوير. يقدر عدد سكانه بـ 614 نسمة حسب الإحصاء الرسمي للسكان والسكنى لسنة 2004.

## روابط خارجية
- البوابة الوطنية للجماعات الترابية
- المندوبية السامية للتخطيط